# Български наименования в Антарктика
Към май 2018 г. българските географски имена в Антарктика са 1367 на брой. Нови имена се дават от страните, участващи активно в научното изследване на Антарктика. Комисията по антарктическите наименования е учредена от Българския антарктически институт през 1994, а от 2001 е към Министерството на външните работи на България. Комисията одобрява българските географски наименования в Антарктика, които формално се дават от президента съгласно българската конституция и установената международна практика.
Българските наименования в Антарктика по азбучен ред:
А | Б | В | Г | Д | Е | Ж | З | И | Й | К | Л | М | Н | О | П | Р | С | Т | У | Ф | Х | Ц | Ч | Ш | Щ | Ъ | Ю | Я